# Каркаралински район
Каркаралински район (на казахски: Қарқаралы ауданы) е съставна част на Карагандинска област, Казахстан, с обща площ 35 760 км2 и население 35 422 души (по приблизителна оценка към 1 януари 2020 г.).
Административен център е град Каркарала.